# Boulogne Eastern Cemetery
Boulogne Eastern Cemetery is een Britse militaire begraafplaats gelegen in de Franse stad Boulogne-sur-Mer (Pas-de-Calais) met slachtoffers uit de Eerste en Tweede Wereldoorlog. De begraafplaats ligt 700 m ten oosten van het stadscentrum en sluit aan bij de gemeentelijke begraafplaats. Ze werd ontworpen door Charles Holden en wordt onderhouden door de Commonwealth War Graves Commission. De begraafplaats heeft een langwerpige vorm en de grote meerderheid van de grafstenen zijn liggend ingeplant wegens de onstabiele ondergrond.
Er liggen 5.578 Commonwealth doden uit de Eerste Wereldoorlog, en 224 doden uit de Tweede Wereldoorlog begraven. Daarbij zijn er 4.735 Britten, 442 Canadezen, 307 Australiërs, 74 Nieuw-Zeelanders, 15 Zuid-Afrikanen en 5 Indiërs. Er liggen ook nog 44 Portugezen en in het perk met Franse doden ligt ook één Belg begraven.

## Geschiedenis

### Eerste Wereldoorlog
Tijdens de hele oorlog was Boulogne een van de belangrijkste havens die door de Britse legers werden gebruikt. Op 27 augustus 1914 werd ze echter ontruimd als gevolg van de Duitse opmars. In oktober van dat jaar werd ze opnieuw in gebruik genomen tot het einde van de oorlog. In Boulogne en Wimereux waren grote en belangrijke hospitalen gevestigd waar gewonden en zieken werden verpleegd. Degenen die overleden werden hier tot juni 1918 begraven. Daarna werden ze wegens plaatsgebrek begraven in Terlincthun British Cemetery.

### Tweede Wereldoorlog
Tijdens de Tweede Wereldoorlog waren tot mei 1940 eveneens hospitalen in Boulogne gevestigd. De stad viel aan het einde van deze maand in Duitse handen en bleef bezet tot de inname door Canadese troepen op 22 september 1944. Tussen de Britse graven zijn enkele Tsjechische en Poolse strijders begraven.

## Graven
- Ethel Fearnley was hoofdverpleegster bij de Queen Alexandra's Imperial Military Nursing Service. Zij stierf op 23 november 1914.
- Leon Edouard Van Rossem, Belgische soldaat bij de Jagers te voet, stierf op 14 maart 1918. Hij was 23 jaar.

### Onderscheiden militairen
- Frederick William Campbell, kapitein bij het 1st Bn Canadian Infantry (Western Ontario Regiment), werd onderscheiden met het Victoria Cross (VC) omdat hij gewapend met twee machinegeweren een vijandelijke stelling veroverde en op die manier zijn bataljon van een nederlaag vrijwaarde. Hij stierf op 19 juni 1915 in de leeftijd van 48 jaar.
- Julian Henry Francis Grenfell, kapitein bij het de 1st (Royal) Dragoons werd vereerd met de Distinguished Service Order (DSO). Hij was een van de bekende Britse oorlogspoëten. Hij schreef o.a. Into Battle[1]. Hij stierf op 26 mei 1915 in de leeftijd van 27 jaar.
- luitenant-kolonel John William Moore Morgan, majoor Willam Northey, squadron leader Wilfred Patrick Francis Treacy en kapitein Edward Theodore Welchman werden onderscheiden met de Distinguished Service Order (DSO).
- volgende officieren van de Royal Air Force of de Royal Australian Air Force werden onderscheiden met het Distinguished Flying Cross (DFC): Ernest Ian Parsons, William Claude Ellis, Richard John Chamberlain, John Hunter Coghlan, Douglas James How, John Harrington Loder en Colin MacTaggart Shannon. Franz Ferdinand Colloredo-Mansfeld ontving deze onderscheiding tweemaal (DFC and Bar).
- 16 officieren werden onderscheiden met het Military Cross (MC). Majoor Douglas John Amery-Parkes en de kapiteins Leslie Charles Carr en Robert Vaughan Kestell-Cornish ontvingen deze onderscheiding tweemaal (MC and Bar).
- de sergeanten Samuel Leslie Butterfield, Richard Cuthbert Dickinson en Robert Walter Ullmer, alle drie van de Royal Air Force werden onderscheiden met de Distinguished Flying Medal (DFM).
- 24 militairen werden onderscheiden met de Distinguished Conduct Medal (DCM). Compagnie sergeant-majoor Clarence Hardy Kershaw ontving deze onderscheiding tweemaal (DCM and Bar).
- Walter Locke, serjeant-majoor bij het Army Service Corps werd onderscheiden met de Meritorious Service Medal (MSM).
- nog 48 militairen ontvingen de Military Medal (MM).

### Minderjarige militairen
Er liggen negen 16-jarigen en vierendertig 17-jarigen begraven.

### Aliassen
Er zijn 34 militairen die onder een alias dienst deden. Daarbij ook majoor John Maclean Rolls die als Baron Llangattock bij de 1st Monmouthshire Bty. Royal Field Artillery diende.

### Gefusilleerde militairen
- George Mills, soldaat bij het 2nd Bn. Duke of Cornwall's Light Infantry, werd wegens desertie gefusilleerd op 29 september 1915. Hij was 21 jaar.
- John William Roberts, soldaat bij het 2nd Bn. Canadian Mounted Rifles, werd wegens desertie gefusilleerd op 30 juli 1916. Hij was 20 jaar.
- Frederick S. Arnold, kanonnier bij de 1st Brigade, Canadian Field Artillery, werd wegens desertie gefusilleerd op 25 juli 1916. Hij was 26 jaar.
- Jesse Robert Short, korporaal bij het 24th Bn. Northumberland Fusiliers, werd wegens muiterij gefusilleerd op 4 oktober 1917. Hij was 30 jaar.[2]